# Polska Partia Socjalistyczna (1987–1990)
Polska Partia Socjalistyczna (PPS) – polska partia polityczna o charakterze socjalistycznym i pracowniczym (klasyfikowana w grupie partii lewicowych), odrodzona w Polsce 15 listopada 1987. W okresie 1988–1990 aktywna w ramach opozycji demokratycznej. Wskutek sporów dotyczących taktyki wobec władz uległa podziałowi na dwa skrzydła: radykalne PPS-Rewolucja Demokratyczna z Piotrem Ikonowiczem i Józefem Piniorem oraz na PPS Jana Józefa Lipskiego zbliżone do opozycji skupionej wokół Komitetu Obywatelskiego. W 1990 doszło do połączenia wszystkich struktur krajowych i emigracyjnych PPS.

## Historia partii
15 listopada 1987 w Warszawie ogłoszono odrodzenie Polskiej Partii Socjalistycznej. Tego samego dnia pomimo interwencji Służby Bezpieczeństwa w trakcie zjazdu założycielskiego doszło do ogłoszenia Deklaracji Politycznej PPS. W przyjętej deklaracji politycznej stwierdzono m.in.: 

Zdajemy sobie sprawę, że słowo „socjalizm” zawłaszczone przez komunistów nie cieszy się dziś popularnością w polskim społeczeństwie. Jest ono identyfikowane z władzą. Naszą pracą, walką i twórczym myśleniem przywrócimy temu słowu i związanym z nim wartościom właściwe znaczenie. O te wartości, o podmiotowość człowieka, o godność pracy i niepodległość narodu wielokrotnie upominało się polskie społeczeństwo, upominali się polscy robotnicy podczas sierpniowego zrywu. Były one obecne w działaniach niezależnych sił społecznych między Sierpniem a Grudniem i znalazły swój wyraz w programie Samorządnej Rzeczypospolitej, uchwalonym na I Krajowym Zjeździe NSZZ „Solidarność”. O wolność, demokrację i sprawiedliwość społeczną walczyli polscy socjaliści w strukturach opozycyjnych lat 70. i 80.(...)

Nie ignorując realiów politycznych, które można i należy zmienić, PPS zamierza wywierać wpływ na sposób sprawowania władzy w Polsce. Będzie to czynić poprzez inicjowanie i rozwijanie przemian demokratycznych, organizowanie społecznej kontroli nad poczynaniami władz, popieranie doradzającego się ruchu związkowego i ścisłą z nim współpracę. Będziemy walczyć o respektowanie praw człowieka, w wśród nich: prawa do życia w niepodległym, wolnym kraju; prawa do wolności zrzeszania i stowarzyszania się; prawa do pluralizmu politycznego; Domagamy się prawa do życia w nieskażonym środowisku naturalnym, prawa do zastępczej służby wojskowej oraz zniesienia kary śmierci.

22 listopada 1987 wyłoniono władze PPS w składzie:
- Prezydium Rady Naczelnej PPS: przewodniczący – Jan Józef Lipski, wiceprzewodniczący – Władysław Kunicki-Goldfinger i Józef Pinior, sekretarz – Andrzej Malanowski, pozostali członkowie – Piotr Ikonowicz, Andrzej Kowalski i Marek Nowicki.
- Centralny Komitet Wykonawczy: Czesław Borowczyk (Wrocław), Zuzanna Dąbrowska (Wrocław), Grzegorz Ilka (Warszawa), Janusz Król (Warszawa – przez niektóre źródła oskarżany o współpracę z SB[2]), Aleksander Krystosiak (Szczecin), Agata Michałek (Kraków), Cezary Miżejewski (Kozienice), Jacek Pawłowicz (Płock), Tadeusz Rachowski (Warszawa).

W wyniku sporów wobec strategii i taktyki partii w lutym 1988 doszło do podziałów, w wyniku których wyodrębniły się nurty: Piotra Ikonowicza pod nazwą PPS-Rewolucja Demokratyczna, Grzegorza Ilki pod nazwą TKK PPS oraz PPS Jana Józefa Lipskiego. Główną przyczyną rozbieżności była radykalne stanowisko części działaczy określone w przyjętej platformie pn. Zasady Działania PPS do Zjazdu Statutowego, w której stwierdzono:

Komuniści rządzą Polską nie z woli społeczeństwa, lecz na mocy dyktatu obcego mocarstwa. Dlatego dążenie do umożliwienia społeczeństwu swobodnego wyboru odpowiadającego mu systemu rządów w pełni usprawiedliwia stosowanie metod obywatelskiego nieposłuszeństwa.
Wobec pogłębiającego się kryzysu gospodarczego oraz wobec faktu, że władze prowadzą coraz bardziej antypracowniczą i antysocjalistyczną politykę, naturalnym prawem załóg pracowniczych jest prawo do samoobrony. Siła i gwałtowność protestu pozostają proporcjonalne do skali zamachu na prawa i interesy ludzi pracy. PPS nie ograniczy się li tylko do moralnego poparcia społecznych protestów. Zadaniem partii jest zarówno udział w akcjach rewindykacyjnych jak i ich inspirowanie i organizowanie. W dzisiejszej dramatycznej sytuacji społecznej miejsce członków PPS jest wśród strajkujących załóg, w Komitetach Założycielskich „Solidarności”, Samorządach pracowniczych – po stronie uciskanych i wyzyskiwanych.
Za szczególnie ważne zadanie uważa PPS wspieranie organizacji zakładowych NSZZ „Solidarność”. Solidarność jest bowiem głównym orężem w walce o prawa pracownicze. Można bez przesady powiedzieć, że od siły tego związku zawodowego zależy pomyślność i dobrobyt przeważającej większości Polaków, dla których podstawą egzystencji jest ani zysk, ani udział w aparacie władzy, lecz praca. Dlatego uważamy, że byłoby fatalne w skutkach osłabienie związkowego charakteru „Solidarności” w ruch społeczny lub partię polityczną.

PPS była aktywna w walkach strajkowych w 1988. Działacze PPS więzieni byli m.in. za organizowanie strajku w zakładach „Dolmel” we Wrocławiu (Józef Pinior, Czesław Borowczyk). Działacze PPS uczestniczyli w działaniach związkowych „Solidarności”, demonstracjach i podziemnym ruchu wydawniczym. Ściśle współpracowano z RKS Dolnego Śląska i Międzyzakładowym Robotniczym Komitetem „Solidarności” z Warszawy.
21 lutego 1990 powołano w Warszawie (Niezależną) Polską Partię Socjalistyczną, której przewodniczącym został dr Mieczysław Krajewski, zaś sekretarzem generalnym Tadeusz Bilewicz.
W marcu tego samego roku Edward Osóbka-Morawski stanął na czele reaktywowanej Odrodzonej Polskiej Partii Socjalistycznej. Jako pierwsza spośród wszystkich ugrupowań odwołujących się do tradycji PPS została ona wpisana do sądowego rejestru partii politycznych w Warszawie, pod numerem 11. Pod numerem 13 zarejestrowana została PPS Jana Józefa Lipskiego.

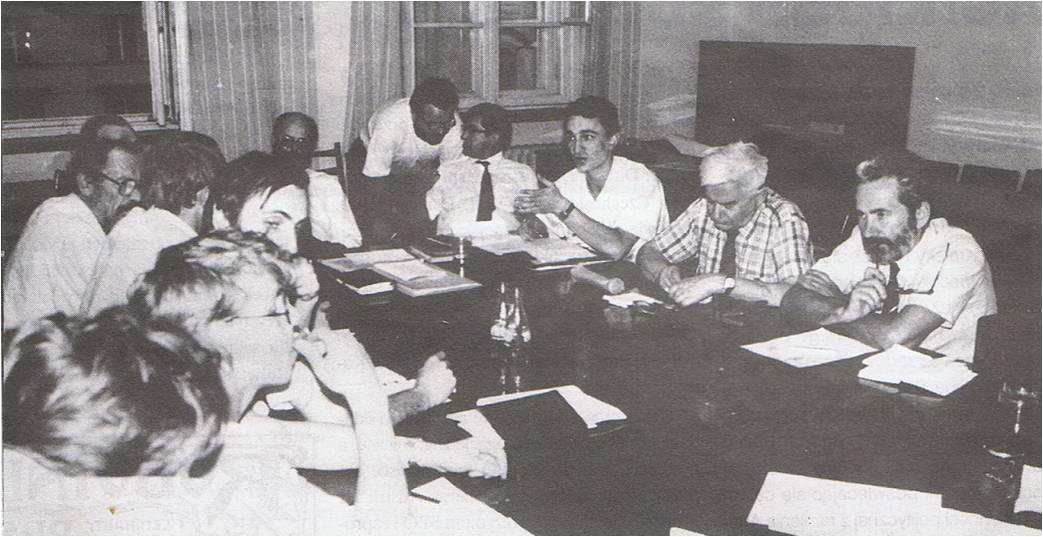
Obrady Komisji Kongresowej PPS w Warszawie 1990. Od prawej Andrzej Malanowski i Jan Józef Lipski. Po lewej Cezary Miżejewski i Tomasz Truskawa

W dniach 27–29 października 1990 doszło do kongresu zjednoczeniowego łączącego PPS na emigracji, Niezależną PPS na Obczyźnie Tadeusza Prokopowicza i wszystkie nurty krajowe, poza Odrodzoną PPS Edwarda Osóbki-Morawskiego, z którą możliwość porozumienia odrzucono. Obiekcje wzbudzało także uczestnictwo w kongresie, w ramach delegacji emigracyjnej PPS, reprezentacji Niezależnej PPS, w której brali udział byli członkowie PZPR. Kongres ten oznaczony został jako XXV Kongres PPS (poprzedni XXIV Kongres PPS odbył się w 1937 w Radomiu). Na kongresie ciągłość historyczną partii potwierdziła Lidia Ciołkoszowa, ostatni żyjący członek przedwojennej Rady Naczelnej PPS (wybrana na XXIV Kongresie) i przewodnicząca RN PPS na emigracji.

Na wniosek Lidii Ciołkoszowej, goszczącej z tej okazji w kraju po raz pierwszy od wojny, w przyjętej uchwale Kongresu stwierdzono:

W dniu 28 października 1990 roku przestają istnieć jako samodzielne organizacje: Polska Partia Socjalistyczna J.J. Lipskiego, Polska Partia Socjalistyczna kierowana przez Tymczasowy Komitet Krajowy, Polska Partia Socjalistyczna „Rewolucja Demokratyczna” oraz (Niezależna) Polska Partia Socjalistyczna (w kraju i na obczyźnie). Organizacje te łączą się, tworząc jednolitą Polską Partię Socjalistyczną, formalno-prawną kontynuatorkę przedwojennej PPS, PPS-WRN i PPS na obczyźnie, a której statut, program i skład władz przyjął XXV Kongres.

Lidia Ciołkoszowa została dożywotnią honorową przewodniczącą RN. Na przewodniczącego RN PPS na Kongresie wybrano Jana Józefa Lipskiego, a przewodniczącym CKW został Włodzimierz Olejnik z CKZ PPS.
Działacze PPS przeciwni scaleniu utworzyli Polską Partię Socjalistyczną – Wolność Równość Niepodległość.